# Serpula columbiana
Serpula columbiana är en ringmaskart som beskrevs av Herbert Parlin Johnson 1901. Serpula columbiana ingår i släktet Serpula och familjen Serpulidae. Inga underarter finns listade i Catalogue of Life.